# Calceolaria alba
Calceolaria alba (capachito blanco)  es una planta perenne endémica de Chile, en donde crece entre la VII y IX región. Habita a pleno sol en zonas no muy secas de ambas precordilleras.

## Descripción
Se trata de un pequeño arbusto de follaje denso que puede alcanzar hasta 80 cm de altura. Las hojas son de forma linear, con algunos dientes en el tercio superior. La lámina de la hoja es rugosa, de 45-80 x 0,5-2,5 mm. Las flores son hermafroditas, de color blanco, globosas y de un cm de diámetro. El cáliz se halla partido en cuatro sépalos, la corola está formada por pétalos muy modificados. El androceo está formado por dos estambres con anteras de color naranja. Las flores se reúnen en inflorescencias axilares. El fruto es una cápsula con muchas semillas diminutas en su interior.

## Taxonomía
Calceolaria alba fue descrita por Ruiz & Pav. y publicado en Flora Peruviana, et Chilensis 1: 19, t. 27, f. a. 1798.
Etimología
Calceolaria: nombre genérico que deriva del latín y significa "zapatero".
alba: epíteto latino que significa "de color blanco".
Sinonimia
- Calceolaria bridgesii Kunze
- Calceolaria palpe Steud. & Hochst. ex Benth.
- Calceolaria palpe var. alliacea Phil.
- Fagelia alba (Ruiz & Pav.) Kuntze[7]